# Świerkocin (województwo lubuskie)
Świerkocin (niem. Fichtwerder) – wieś w Polsce położona w województwie lubuskim, w powiecie gorzowskim, w gminie Witnica, pomiędzy Kostrzynem nad Odrą a Gorzowem Wielkopolskim. Sołectwo obejmuje obszar o powierzchni 249,55 ha będący geodezyjnym obrębem Gminy Witnica.

## Historia
Wieś założona została w 1774 roku. Dawna nazwa Świerkowy Ostrów wywodzi się być może z budulca pierwszych chat bo świerki tu nigdy nie rosły. W Świerkocinie znaleziono ślady pobytu plemion koczowniczych z epoki kamiennej w postaci ceramiki ludów kultury pucharów lejkowatych (3500-3000 p.n.e).
W latach 1975–1998 miejscowość położona była w województwie gorzowskim.

## Zabytki
Do wojewódzkiego rejestru zabytków wpisane są:
- cmentarz ewangelicki, obecnie rzymskokatolicki, założony w 1893 roku[6].
- cmentarz ewangelicki – pozostałości tablic nagrobnych, z XIX w.[7]

inne zabytki:
- poewangelicki kościół Matki Boskiej Różańcowej, neogotycki.

## Turystyka
Niedaleko od zabudowań wsi znajduje się ZOO Safari – jedyny tego typu prywatny ogród zoologiczny w Polsce, przystosowany do przejazdu autobusem i samochodem.
Przez miejscowość przebiegają 2 szlaki rowerowe:
- żółty: Gostkowice - Świerkocin – park krajobrazowy „Ujście Warty” – Dąbroszyn (22 km)
- niebieski: Świerkocin – Nowiny Wielkie – Nowe Dzieduszyce – Lubno (12,7 km).

## Odległości
- Warszawa: 430 km
- Poznań: 140 km
- Zielona Góra: 105 km
- Szczecin: 100 km
- Kostrzyn: 30 km
- Gorzów Wlkp.: 16 km
- Witnica: 8 km
- Krzeszyce: 7 km
- Nowiny Wielkie: 2 km

## Galeria

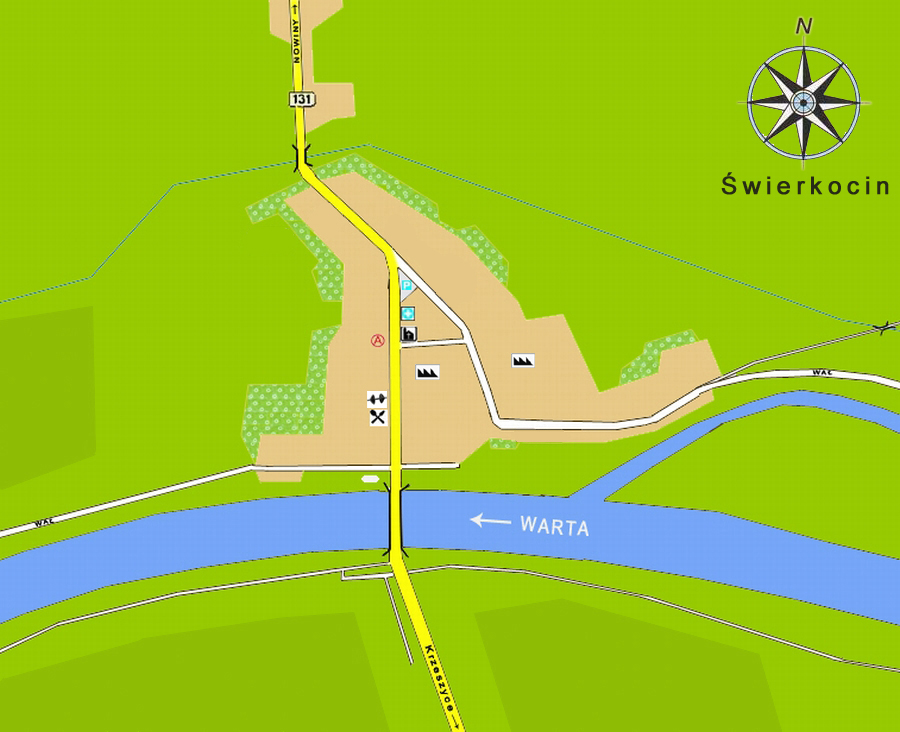
Plan wsi
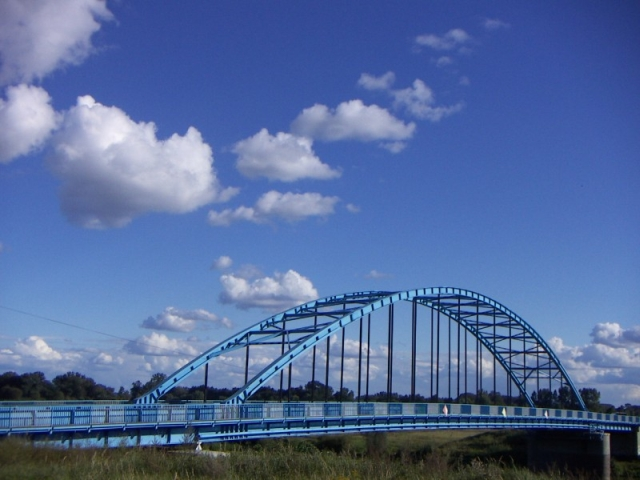
Most przez Wartę
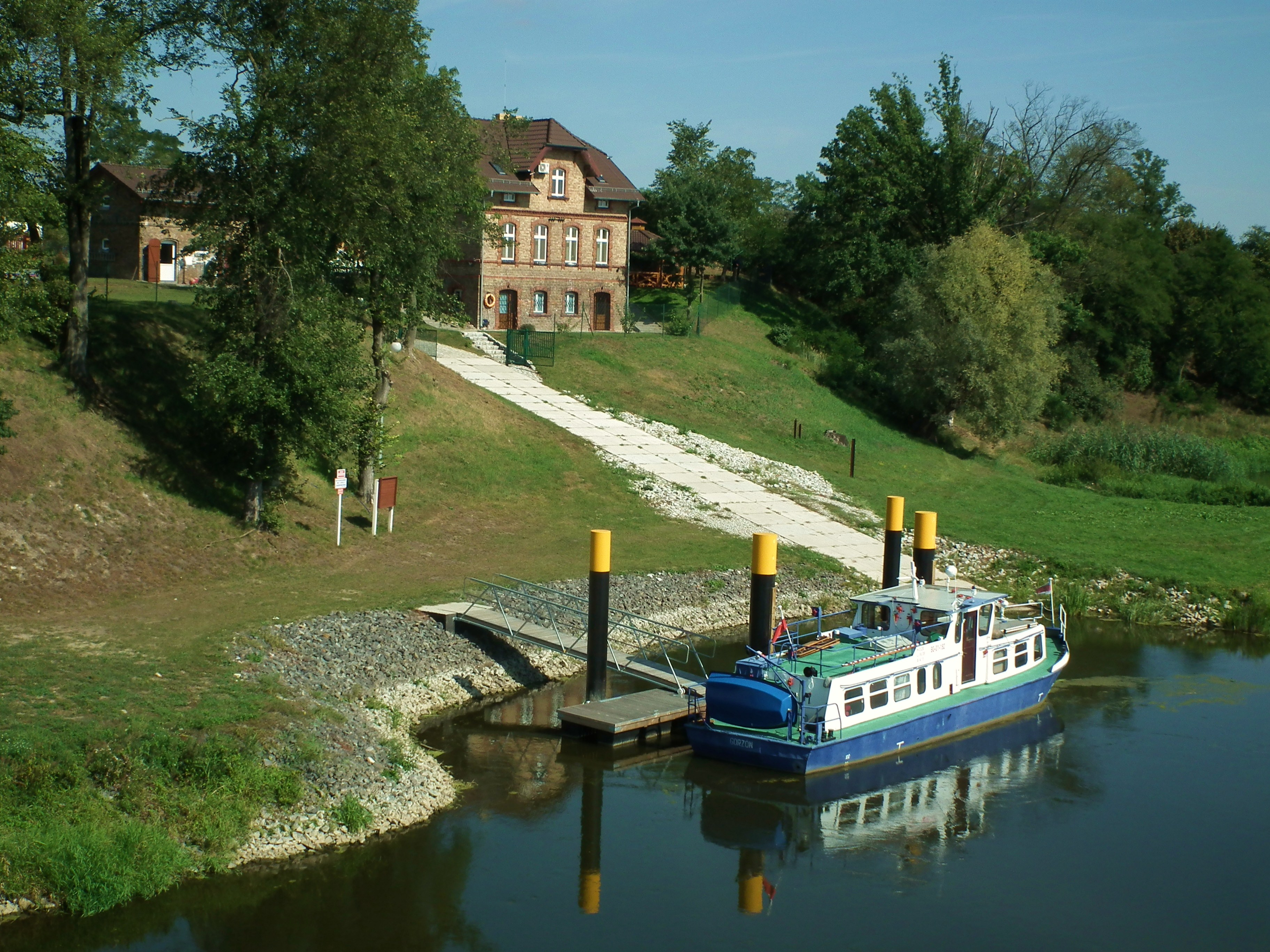
Przystań na Warcie
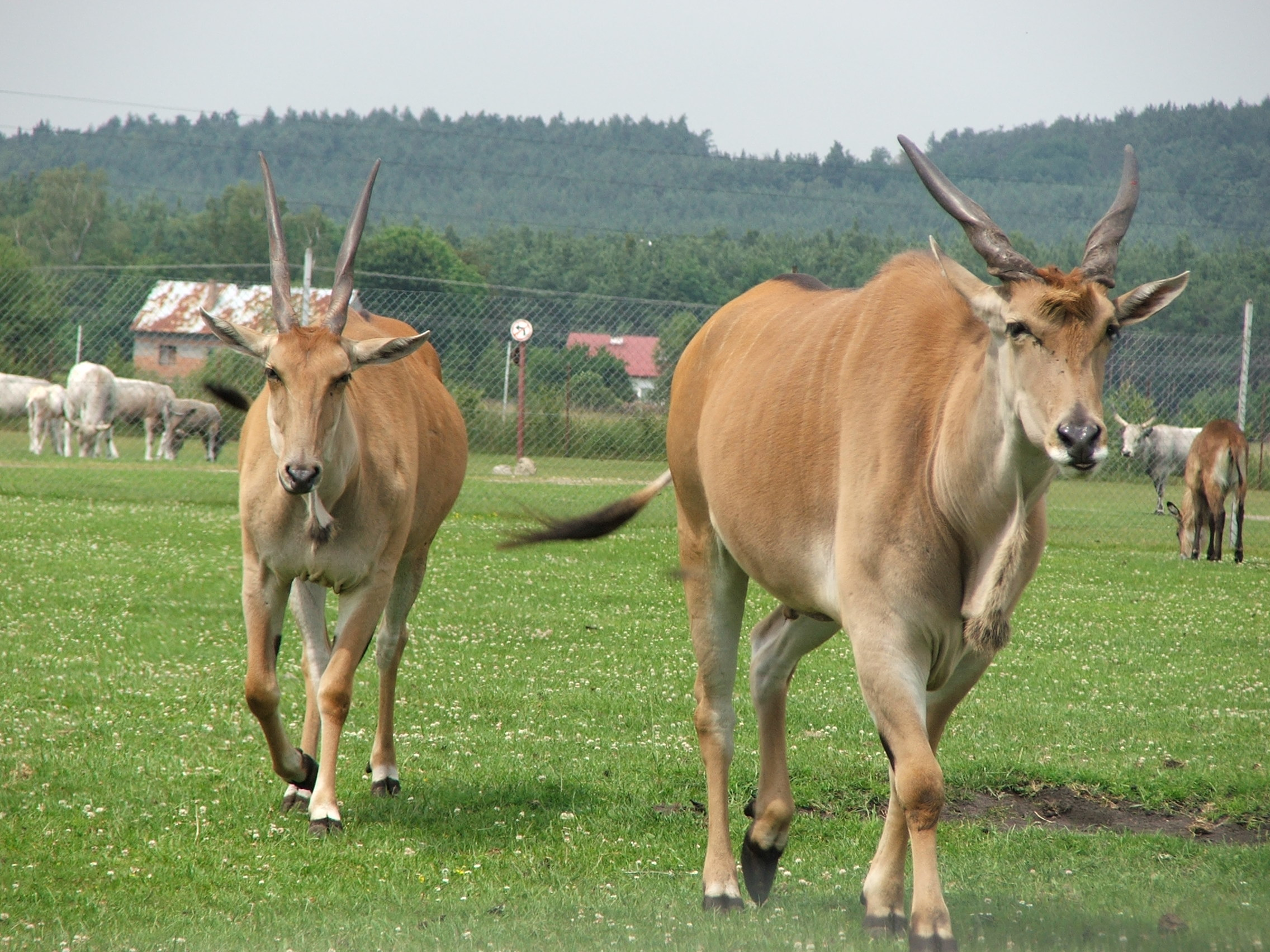
Zoo Safari